# Cardesse
Cardesse ist eine französische Gemeinde mit 294 Einwohnern (Stand 1. Januar 2022) im Département Pyrénées-Atlantiques in der Region Nouvelle-Aquitaine (vor 2016: Aquitanien). Die Gemeinde gehört zum Arrondissement Pau (bis 2016: Arrondissement Oloron-Sainte-Marie) und zum Kanton Le Cœur de Béarn (bis 2015: Kanton Oloron-Sainte-Marie-Est).

## Geographie
Cardesse liegt circa 35 Kilometer westlich von Pau und circa 15 Kilometer nördlich von Oloron-Sainte-Marie in der historischen Provinz Béarn.
Umgeben wird der Ort von den Nachbargemeinden:
|               | Monein                                      |        |
| Lucq-de-Béarn | Kompassrose, die auf Nachbargemeinden zeigt | Monein |
|               | Ledeuix Oloron-Sainte-Marie                 |        |

Cardesse liegt im Einzugsgebiet des Flusses Adour. Ein Nebenfluss des Gave de Pau, der Luzoué, markiert zu einem großen Teil der nordwestlichen Grenze zur Nachbargemeinde Monein.
Ein Zufluss des Luzoué, die Lèze, durchströmt das Gemeindegebiet zusammen mit ihren Nebenflüssen
- Ruisseau de Malarod und
- Ruisseau de l’Artigaus und seinem Zufluss Ruisseau de Labaigt.[1]

## Geschichte
Spuren eines Zingels, einer frühgeschichtlichen Verteidigungsanlage auf einem Hügel, deuten auf eine frühe Besiedelung hin.
Gaston II., genannt der Tapfere (le Preux), Graf von Foix und Vicomte von Béarn, gründete im Jahre 1324 die Bastide Barelhes. Dieser Name verschwand bereits in der zweiten Hälfte des 14. Jahrhunderts und Cardesse, vorerst Ortsteil der heutigen Nachbargemeinde Monein, zählte im Zensus des Jahres 1385 50 Haushalte. Laut Manuskriptsammlung des Béarn wurde Cardesse als Cardesa im Jahre 1548 erwähnt.
Während der Französischen Revolution 1790 wurde Cardesse als eigenständige Gemeinde anerkannt.

### Einwohnerentwicklung
Nach einem Höchststand von fast 650 Einwohnern in der Mitte des 19. Jahrhunderts ist die Einwohnerzahl bei kurzen Phasen von Stabilisierungen bis zum Ende der 1960er Jahre insgesamt um rund 60 % zurückgegangen. Seitdem hat sie sich in einem Bereich zwischen 250 und 290 stabilisiert.
| Jahr      | 1962 | 1968 | 1975 | 1982 | 1990 | 1999 | 2006 | 2009 | 2022 |
| --------- | ---- | ---- | ---- | ---- | ---- | ---- | ---- | ---- | ---- |
| Einwohner | 291  | 258  | 285  | 272  | 289  | 259  | 254  | 253  | 294  |

## Sehenswürdigkeiten

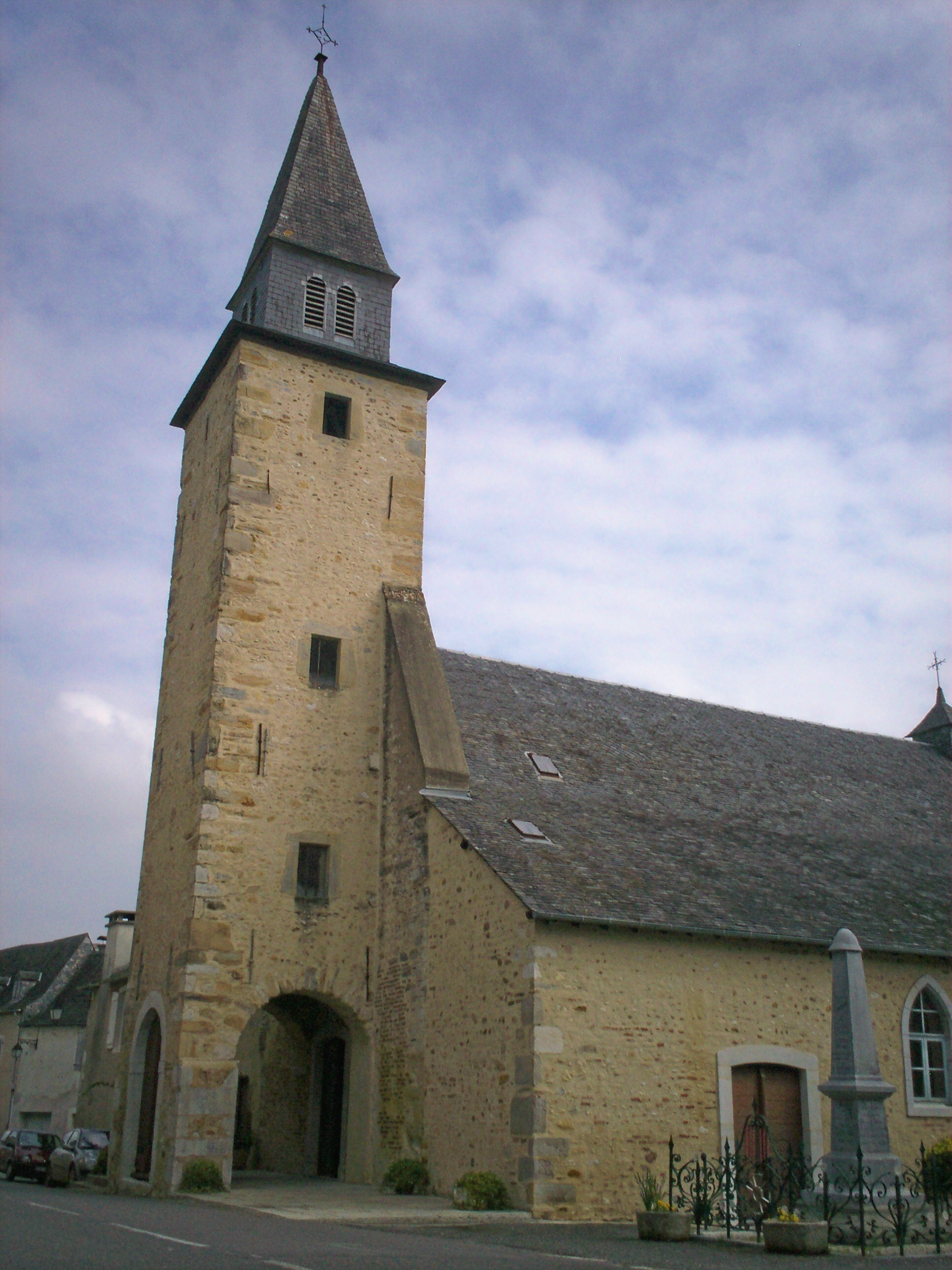
Kirche Notre-Dame

### Kirche, gewidmet Maria, der Mutter des Jesus von Nazareth
Cardesse im Jahre 1333. Die Bewohner der neuen Bastide beschwerten sich über den langen Weg, den sie zurücklegen mussten, um zur Messe zu gehen. Ein Kirchenbau war zunächst nicht vorgesehen, und die nächstgelegene Kirche war in Monein. Fortaner de Lescun, Grundherr von Cardesse, finanzierte schließlich den Bau eines Oratoriums in Cardesse, der 1403 abgeschlossen wurde. Von dieser ursprünglichen Kapelle ist bis heute der allerdings nicht mehr genutzte Eingang für die Cagots übrig geblieben. Die Cagots waren eine von der Gesellschaft ausgeschlossene und diskriminierte Gruppe. Sie durften nur untereinander heiraten, wurden nicht von der Ausübung der christlichen Religion ausgeschlossen, hatten ihren eigenen Bereich in der Kirche und mussten diese über einen eigenen Eingang betreten, um zu verhindern, dass sie sich unter die anderen Gläubigen mischten. Das Langhaus in seiner heutigen Größe und ein erster Glockenturm wurden im 15. oder 16. Jahrhundert errichtet. Nach einer Episode als protestantische Kirche war das 16. Jahrhundert eine Periode der Pflege und Reparatur. 1734 wurde der heutige Glockenturm als Eingangsvorbau erbaut. Bis zur Mitte des 19. Jahrhunderts war eine private Kapelle, genannt nach dem Besitzer Chapelle de Lacroutz, an die Kirche angeschlossen. Um der wachsenden Gemeinde Rechnung zu tragen, wurde das Langhaus ab 1895 um ein Seitenschiff an der Südseite auf Kosten des damals angrenzenden Friedhofs vergrößert, der an den Ortsausgang verlegt wurde. Für eine Verbindung des neuen Seitenschiffs zum Hauptschiff wurde die Wand mit Arkaden durchbrochen, die mit Steinblöcken eingefasst wurden. Beide Seitenschiffe erhielten überdies eine neue Kapelle. Die nördliche ist Maria gewidmet, die südliche Josef von Nazaret. Die Arbeiten wurden 1987 mit dem Bau einer neuen Sakristei abgeschlossen.
Das Weihwasserbecken aus grauem Marmor stammt aus dem 18. Jahrhundert. Es ist allseitig verziert mit Motiven, die als Flachrelief in Kreisen eingefasst sind. Eines dieser Motive ist ein Malteserkreuz, andere sind geometrische Blumenmuster. An der Seite ist die Jahreszahl „1733“ zu erkennen, wobei die „1“ in der Mauer versteckt ist, was zur Vermutung führt, dass das Becken ursprünglich frei auf einem Sockel gestanden haben könnte.
Der Hauptaltar und sein Retabel stammen aus dem 17. bis 18. Jahrhundert und befanden sich ursprünglich in der Kirche des Kapuzinerordens in Pau. Sie waren während der Französischen Revolution als nationales Gut verkauft worden, bevor sie von Baron Pierre-Clément de Laussat erstanden und der Kirche von Cardesse überlassen wurden. Der Altar ist auf einer Estrade mit zwei Stufen aufgestellt. Intarsien der Estrade zeigen ein Malteserkreuz und ein sternförmiges Blumenmotiv. Die Frontfassade des Altars ist verziert mit goldenen, ineinander verwobenen Pflanzenmotiven auf rotem Grund. In der Mitte wird ein Osterlamm auf einem mit Gold ausgeschlagenen Altar gezeigt.
Der Altaraufsatz ist Josef von Nazaret gewidmet und zeigt Ähnlichkeiten mit den Retabeln der Kirchen Saint-Jacques in Saint-Goin und der Kapelle Saint-Joseph in Géronce. Die Bekrönung des Retabels ist in Form eines gesprengten Giebels ausgearbeitet, in dessen Mitte eine Figur Gott, den Vater darstellt. Das Altarblatt genannte Mittelbild zeigt das Motiv von Marias Himmelfahrt im Stil von Bartolomé Esteban Murillo. Es zeigt Maria im Moment der Himmelfahrt, die Augen auf den Himmel gerichtet und von Cheruben umgeben. Das Bild wird eingerahmt von Voluten, die mit Akanthusblättern umwickelt sind, an deren Basis jeweils zwei verknüpfte Olivenzweige. Der vergoldete Tabernakel zeigt auf seiner Vorderseite ein Ziborium, flankiert von Büsten in Medaillons. Er wird überragt von einer von zwei Säulen getragenen Kuppel mit einem vergoldeten Kreuz an ihrer Spitze. Die Taube im Hintergrund verkörpert den Heiligen Geist. Zu beiden Seiten des Tabernakels bieten Nischen Platz für Statuen des Franz von Assisi bzw. Klara von Assisi.
Auch in den beiden Seitenkapellen befinden sich Altäre. Das Retabel der nördlichen Kapelle zeigt an der Spitze eine bemalte Holzstatue eine Madonna mit Jesuskind. Die vergoldete Tür des Tabernakels ist verziert mit einer Statuette, die Jesus Christus im Moment der Verspottung zeigt. Vor dem Retabel stehen zwei Kerzenständer aus dem 18. Jahrhundert. Gemäß der Überlieferung stammt das Retabel aus der Kapelle de Lacroutz, die bis zum 18. Jahrhundert mit der Apsis verbunden war.

### Schloss von Arcet
Der ursprüngliche Adelssitz ist bereits im 15. Jahrhundert erwähnt worden. Das heutige Gebäude gegenüber der Ortskirche ist allerdings erst im 19. Jahrhundert erbaut worden. Seine Straßenfassade war bis zum Umbau der Kirche am Ende des 19. Jahrhunderts genau auf diese ausgerichtet.
Die Liste der Grundherren in Cardesse ist lang:
- Fortaner de Lescun, Grundherr von Esgoarrabaque, gegen 1333,
- Familie Esgoarrabaque,
- Familie de Mignos, Grundherren aus Foix, anschließend de Castelbon (14. Jahrhundert),
- Haus von Béarn (15. Jahrhundert),
- Haus von Méritein, anschließend Jacques de Sainte-Colomme (16. Jahrhundert).

Letzterer stand auf der Seite der katholischen Partei in den Hugenottenkriegen. Nach deren Niederlage beschlagnahmte Jeanne d’Albret, Königin von Navarra, 1566 den Besitz.
Die Grundherrschaft von Cardesse wurde in der Folge erstanden von:
- Arnaud de Faurie, Schatzmeister von Béarn, Magistrat und Protestant, (1570–1597),
- Pierre de Lostal, Sohn eines Kaufmanns aus Oloron, Grundherr zur gleichen Zeit von Saint-Dos und Buziet, Staatsrat beim König, Generalprokurator, danach Vizekanzler von Navarra (1597–1604),
- Gaillard de Lane, angesehene Persönlichkeit aus Monein und Schatzmeister von Béarn, anschließend seine Tochter Marguerite (1604–1640),
- Familie Lassalle aus Oloron die in die Ständeversammlung des Béarn eintrat (1640–1710),
- Familie Péborde, Kaufleute aus Oloron (1710–1790).

Mit der Revolution erlosch das System der Grundherrschaft. Besitzer des Schlosses waren in der Folge:
- Familie Laussat, anschließend Familie Frachon (19. bis Anfang 20. Jahrhundert),
- Familie Darcet (20. Jahrhundert).[3][15]

### Frühgeschichtliche Motte
Auf dem Gipfel des Hügels, genannt Le Turon (296 m), östlich des Gemeindezentrums gelegen, gab es eine Motte, die durch eine Böschung mit den Maßen Maße sechs mal acht Meter sowie einer Eskarpemauer und einer Contrescarpe an ihren südöstlichen und nördlichen Enden begrenzt war. Die Böschung besaß überdies das Aussehen einer frühgeschichtlichen Ringmauer, deren Alter unbekannt ist. Im September 1685 haben Bewohner von Cardesse auf dem Hügel drei Kreuze im Sinne von Golgota aufgestellt.

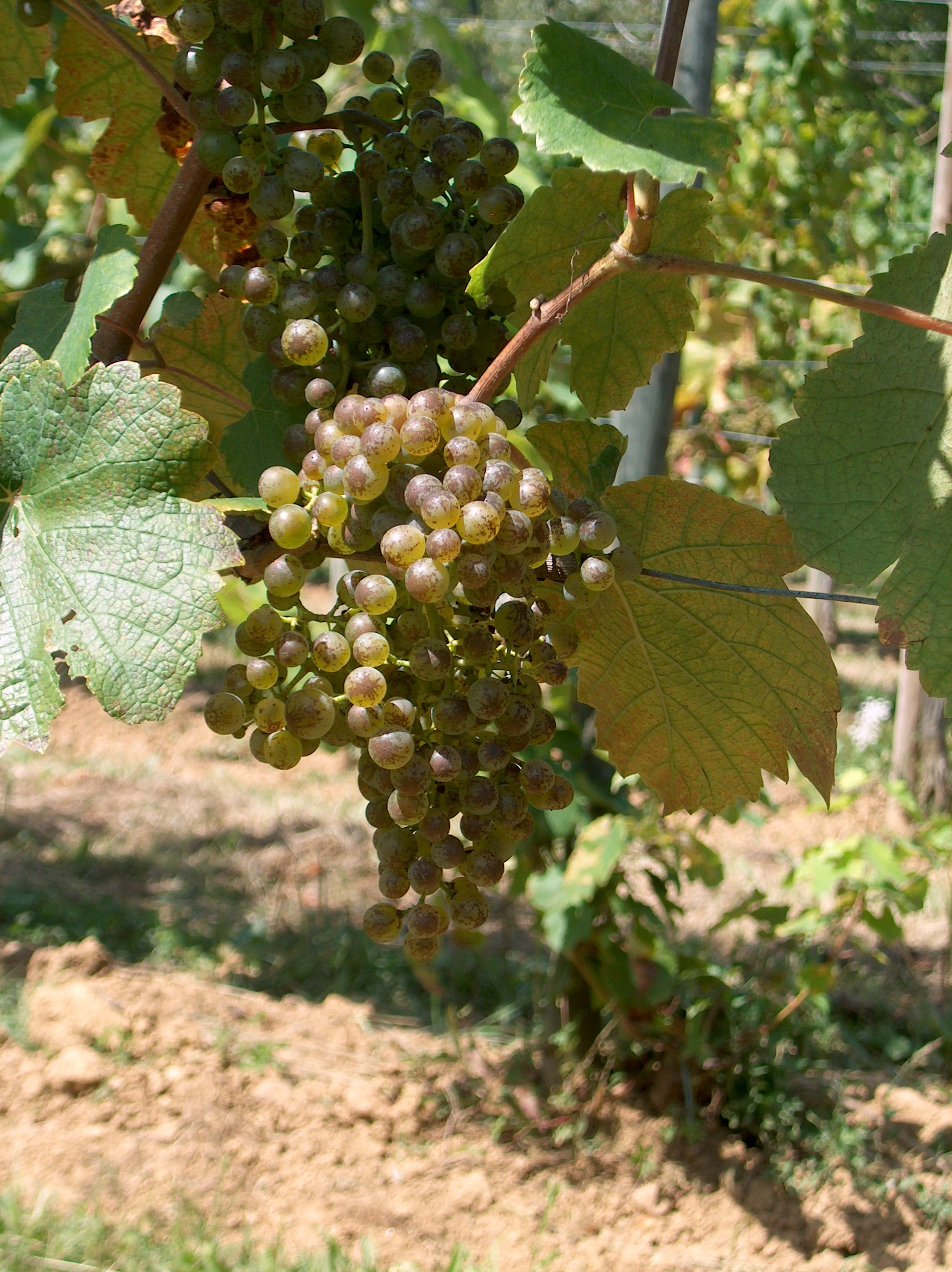
Rebstock der Sorte Jurançon

## Wirtschaft und Infrastruktur
Die Wirtschaft der Gemeinde wird in erster Linie von der Landwirtschaft bestimmt. Cardesse liegt in den Zonen AOC der Weinbaugebiete Jurançon und Béarn und des Ossau-Iraty, ein traditionell hergestellter Schnittkäse aus Schafmilch.

### Bildung
Die Gemeinde verfügt über eine öffentliche Grundschule mit 19 Kindern im Schuljahr 2016/2017.

### Verkehr
Cardesse wird durchquert von den Routes départementales 9 und 109.

## Persönlichkeiten
- Jacques de Saint-Colomme, Grundherr von Esgoarrabaque und von Cardesse. Auf der katholischen Seite stehend, emigrierte er 1566 nach dem Sieg der protestantischen Truppen nach Spanien. Jeanne d’Albret ordnete die Beschlagnahme der Güter und die Zerstörung des Schlosses.

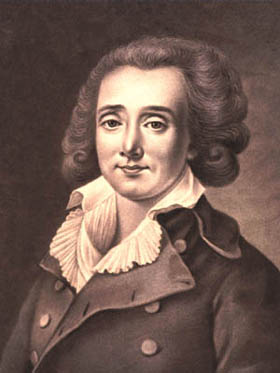
Pierre Clément de Laussat

- Pierre-Clément de Laussat, geboren am 23. November 1756 in Pau, gestorben am 10. April 1835 in Pau. Er spielte mehrere politische Rollen während der Französischen Revolution, der Ersten Französischen Republik, des Ersten Kaiserreichs und der Restauration. 1790 heiratete er Marie-Anne de Péborde in Cardesse. 1797 wurde er als Abgeordneter des Départements in den Rat der Alten (Conseil des Anciens), einer der beiden Kammern des französischen Parlaments, gewählt. Als Nutznießer von Napoléons Staatsstreichs des 18. Brumaire VIII im Jahre 1799 trat er mit seiner Gründung in das Tribunat ein, einer der beiden neuen Kammern der Legislative. 1802 wurde Pierre-Clément de Laussat zum Präfekten der Kolonie Louisiana ernannt. Er fuhr nach New Orleans, um das im Jahre 1763 von Frankreich an Spanien zugesprochene Gebiet zurückzubekommen, ohne zu wissen, dass Napoléon es anschließend an die Vereinigten Staaten verkaufen sollte. Er verließ 1804 Louisiana nach dem Verkauf und ging als Präfekt nach Martinique, wo er 1809 für einige Monate in britische Gefangenschaft geriet, als englische Truppen die Insel eroberten. Bis zum Ende des Kaiserreichs bekleidete er den Posten von mehreren Präfekturen. Seine letzte Stellung war unter der Restauration die eines Gouverneurs von Französisch-Guayana, bevor er sich 1823 auf sein Schloss in Bernadets zurückzog. Er hat sein bewegtes Leben in seiner Biografie Mémoires sur ma vie festgehalten, erschienen 1831.[19]